# Cosne-Cours-sur-Loire
Cosne-Cours-sur-Loire /kon kuʁ syʁ lwaʁ/ è un comune francese di 11 098 abitanti situato nel dipartimento della Nièvre nella regione della Borgogna-Franca Contea.
Il comune, chiamato comunemente Cosne, nacque nel 1973 dall'unione di Cosne-sur-Loire e Cours.

## Società

### Evoluzione demografica
Abitanti censiti

## Amministrazione

### Gemellaggi
- Bad Ems
- Harpenden
- Herentals